# ديفيد تاثام
ديفيد تاثام (بالإنجليزية: David Tatham)‏(من مواليد 28 يونيو 1939) هو دبلوماسي وسفير بريطاني سابق وحاكم جزر فوكلاند. شغل منصب السفير البريطاني لدى اليمن وجيبوتي من 1984 إلى 1987.